# Gary Lewis (Schauspieler)

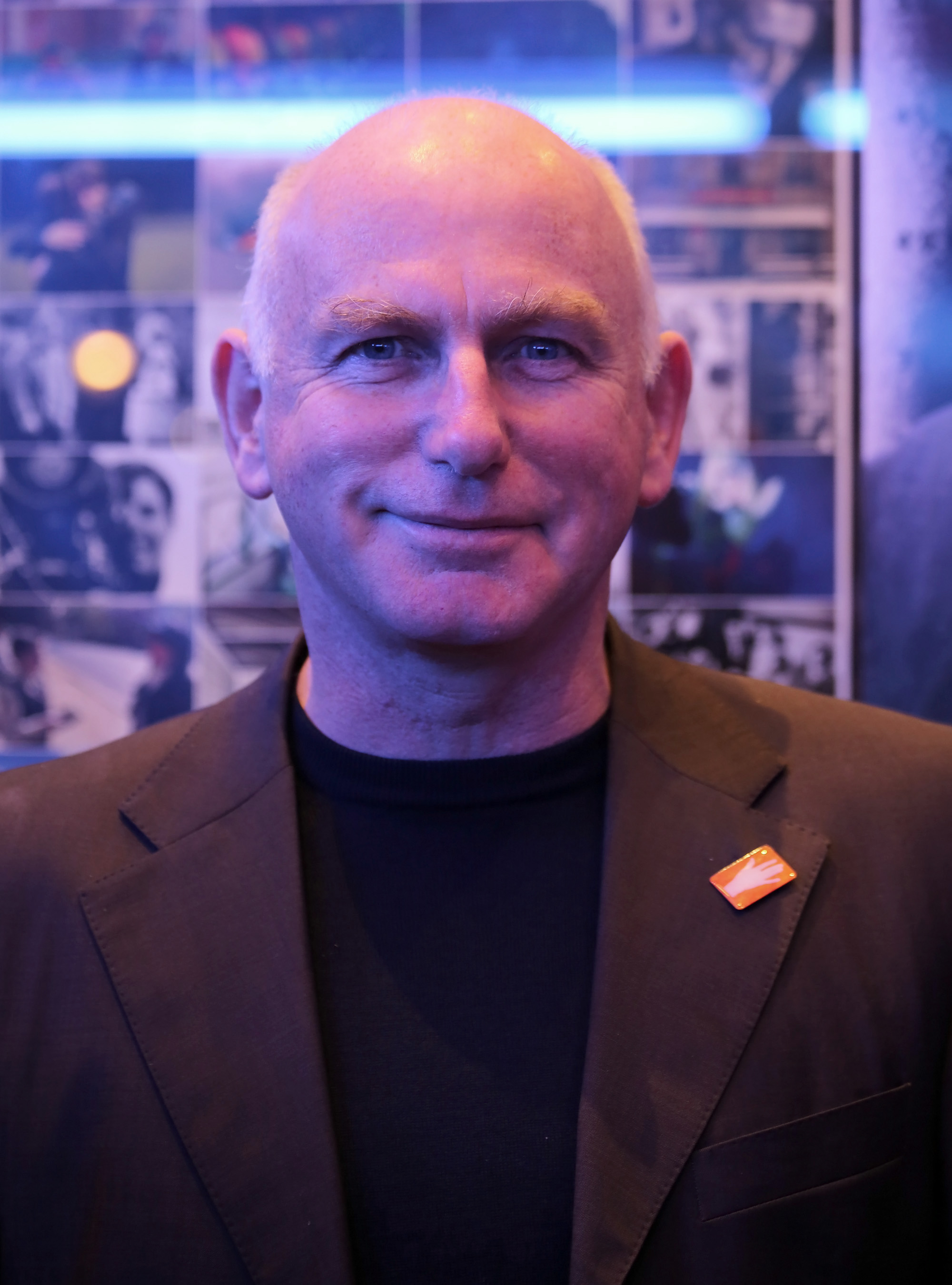
Gary Lewis (2012)

Gary Lewis (* 30. November 1958 in Glasgow, Schottland, Großbritannien; gebürtig Gary Stevenson) ist ein schottischer Schauspieler.

## Biografie
Gary Lewis wurde in Glasgow geboren und wuchs auch dort auf. Nach eigenen Aussagen litt er in seiner Jugend sehr unter dem Leistungsdruck seiner strengen Eltern. Nach dem Schulabschluss arbeitete er zunächst als Straßenreiniger und in einer Bücherei, um sich seinen Lebensunterhalt zu verdienen. Anschließend absolvierte er ein Studium der Sozialwissenschaften am ehemaligen Glasgow College of Technology (heutige Glasgow Caledonian University), welches er 1983 erfolgreich abschloss. An der Schauspielerei war Lewis bereits zu seiner Schulzeit sehr interessiert und seitdem immer wieder bei Gelegenheit als Amateur-Darsteller in verschiedenen Aufführungen aktiv gewesen.
Sein Hobby zum Beruf machen konnte er jedoch erst im Alter von 32 Jahren, als er Mitglied einer von Robert Carlyle gegründeten Theatergruppe wurde. Anschließend sammelte Lewis erste Berufserfahrung auf der Bühne. Während dieser Zeit lernte er auch den Schauspieler Peter Mullan kennen, welcher ihm anschließend zu seiner ersten Filmrolle (einer Nebenrolle) in Kleine Morde unter Freunden (1994) verhalf. Bald darauf wurde Lewis Mitglied einer Schauspielgruppe unter Regisseur Ken Loach und stand in den nächsten Jahren in dessen Filmen  Carla’s Song (1996) und Mein Name ist Joe (1998) an der Seite seiner alten Kollegen, Robert Carlyle und Peter Mullan, erneut vor der Kamera. Es folgten einige weitere Filmprojekte, in denen Lewis erneut in Nebenrollen agierte, ehe ihm mit der Rolle des strengen Vaters der Titelfigur in Billy Elliot – I Will Dance der endgültige Durchbruch in der Schauspielbranche gelang. Diese Darbietung brachte ihm eine BAFTA-Nominierung in der Kategorie Bester Nebendarsteller ein.
Spätestens nach diesem Erfolg schaffte Lewis auch den Sprung zu größeren Filmprojekten und konnte 2002 eine Nebenrolle in Martin Scorseses Gangsterepos Gangs of New York übernehmen. 2004 folgten Nebenrollen in dem Filmdrama Yes und dem Liebesfilm Just a Kiss, bei welchem wieder sein alter Freund Ken Loach Regie führte. 2005 hatte Lewis eine größere Rolle in dem Katastrophenfilm Supervulkan. 2006 folgte eine Nebenrolle in dem Fantasyfilm Eragon – Das Vermächtnis der Drachenreiter, der auf dem gleichnamigen Buch von US-Autor Christopher Paolini basiert. Es schlossen sich diverse Rollen in Filmen wie Walhalla Rising (2009), Drecksau und The Liberator (beide von 2013) an. 2018 übernahm Lewis größere Parts in den Filmen Trautmann und Gloria – Das Leben wartet nicht. In letzterem spielte er an der Seite von Julianne Moore.
Neben seiner Karriere als Filmschauspieler kann Lewis auch auf eine langjährige Arbeit als Fernsehdarsteller zurückblicken. So spielte er seit den frühen 1990er Jahren in einer größeren Reihe verschiedener Fernsehfilme und Fernsehserien mit, darunter auch in namhaften wie Silent Witness, New Tricks – Die Krimispezialisten und Merlin – Die neuen Abenteuer. Die meisten seiner Auftritte blieben auf einzelne Episoden beschränkt. Eine wiederkehrende Rolle konnte Lewis von 2014 bis 2015 in der Serie Outlander verkörpern. Zuletzt war er in einer Episode der Dramaserie It's a Sin zu sehen.

## Filmografie (Auswahl)
- 1994: Kleine Morde unter Freunden (Shallow Grave)
- 1996: Carla’s Song
- 1997: Orphans
- 1998: Mein Name ist Joe (My Name is Joe)
- 1998: What Where
- 1998: Serial Killer (Postmortem)
- 2000: Billy Elliot – I Will Dance
- 2001: The Escapist
- 2002: Gangs of New York
- 2002: Ein Kind von Traurigkeit (Pure)
- 2003: Boudica
- 2004: Yes
- 2004: Just a Kiss (Ae Fond Kiss)
- 2004: Mein Bruder ist ein Hund
- 2004: Niceland (Population. 1.000.002) (Næsland)
- 2005: Supervulkan (Supervolcano)
- 2005: Merry Christmas
- 2006: Goal!
- 2006: Eragon – Das Vermächtnis der Drachenreiter (Eragon)
- 2008: Drei und raus (Three and Out)
- 2008, 2014: Silent Witness (Fernsehserie, 4 Folgen)
- 2009: Goal 3 – Das Finale (Goal! III)
- 2009: Walhalla Rising (Valhalla Rising)
- 2011: Vera – Ein ganz spezieller Fall (Vera, Fernsehserie, Folge 1x02)
- 2011–2012: Merlin – Die neuen Abenteuer (Merlin, Fernsehserie, 2 Folgen)
- 2013: Drecksau (Filth)
- 2013: The Liberator (Libertador)
- 2014–2016: Outlander (Fernsehserie, 7 Folgen)
- 2015: The Heavy Load
- 2018: Trautmann (The Keeper)
- 2018: Gloria – Das Leben wartet nicht (Gloria Bell)
- 2018: Keepers – Die Leuchtturmwärter (The Vanishing)
- 2019: His Dark Materials (Fernsehserie, 3 Folgen)
- 2020: Verrückt nach Figaro (Falling for Figaro)
- 2021: It’s a Sin (Fernsehserie, 1 Folge)
- 2021: Vigil – Tod auf hoher See (Vigil)
- 2023: The Marvels